# 乔治·R·卡特
乔治·罗伯特·卡特（英語：George Robert Carter，1866年12月28日—1933年2月11日）为夏威夷领地第二位总督，于1903年至1907年间任职。